# Моммерс, Хендрик
Хендрик Моммерс (нидерл. Mommers Hendrik; около 1620, Амстердам — 21 декабря 1693, Амстердам) — голландский живописец. Пейзажист, анималист и художник бытового жанра Золотого века голландского искусства. Ученик Николаса Берхема. Романист. В 1640-х годах работал в Италии.	

## Биография
Хендрик Моммерс жил и работал в Голландии, но был выходцем из фламандского рода. Крещён 2 января 1620 года в Ауде керк в Амстердаме. Он был сыном Хендрика Моммерса (Момберса) из Антверпена и его второй жены Лийсбет Янсдр из Леувардена. Упоминание Харлема как места рождения художника ошибочно и происходит от неточностей сочинения Арнольда Хоубракена. 
В 1640-х годах Моммерс совершил путешествие в Италию. С 1647 года Моммерс был членом Гильдии Святого Луки в Харлеме. 22 января 1651 года он объявил о своем браке с Марией ван Колперт. В 1654 году стал деканом гильдии. Последний раз зарегистрирован в гильдии в 1665 году, когда он, по-видимому, переехал в Амстердам. Был учеником Николаса Берхема, после путешествия по Италии стал последователем учителя в изображении итальянского пейзажа. Писал пейзажи с фигурами крестьян, животными, среди которых почти всегда изображал маленького ослика.
По утверждению Хоубракена, он был харлемским художником, рисовавшим сцены на овощном рынке. Моммерс скончался в 1697 году в возрасте семидесяти четырёх лет.
Хендрик Моммерс был первым учителем живописца Дирка Маса; также среди его учеников был Рихард Бракенбург.
Картины художника хранятся в музеях Амстердама, Берлина, Брюсселя, Мюнхена, Стокгольма и в других европейских собраниях. Одна из картин художника — «Вид Нового моста в Париже» украшает интерьер кабинета Зимнего дворца Петра I на набережной Невы у Зимней канавки в Санкт-Петербурге.

## Галерея

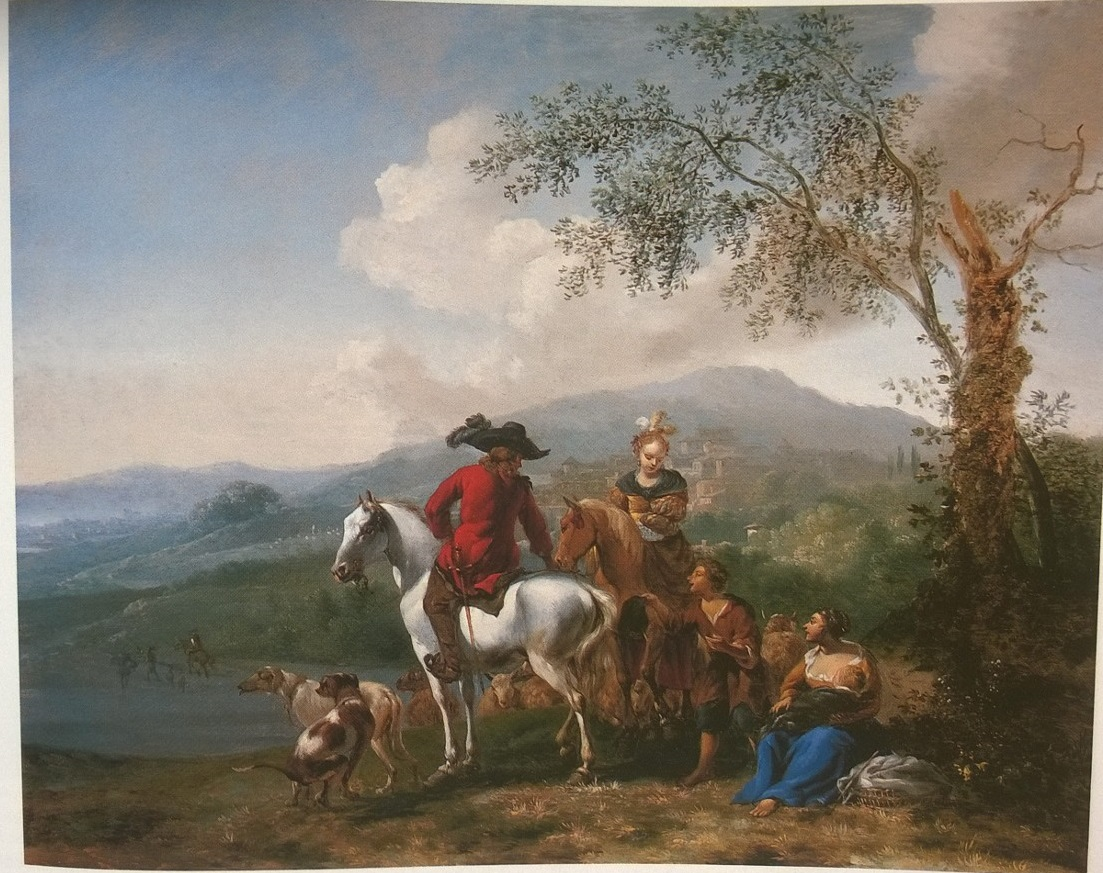
Пейзаж с всадником и пастухами. 1670. Дерево, масло. Частное собрание
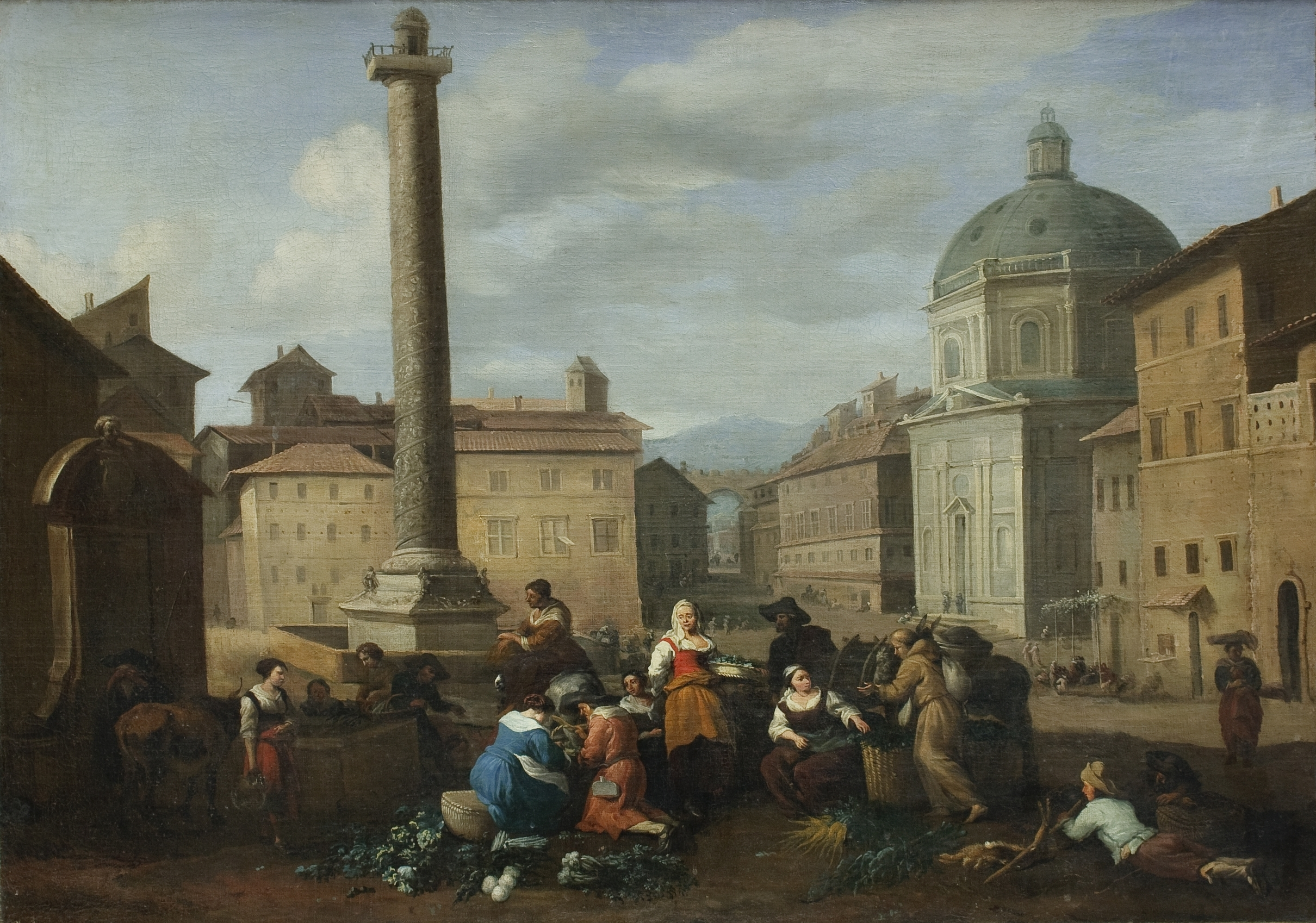
Овощной рынок в Риме. Между 1623 и 1693. Холст, масло. Художественный музей Тронхейма, Норвегия
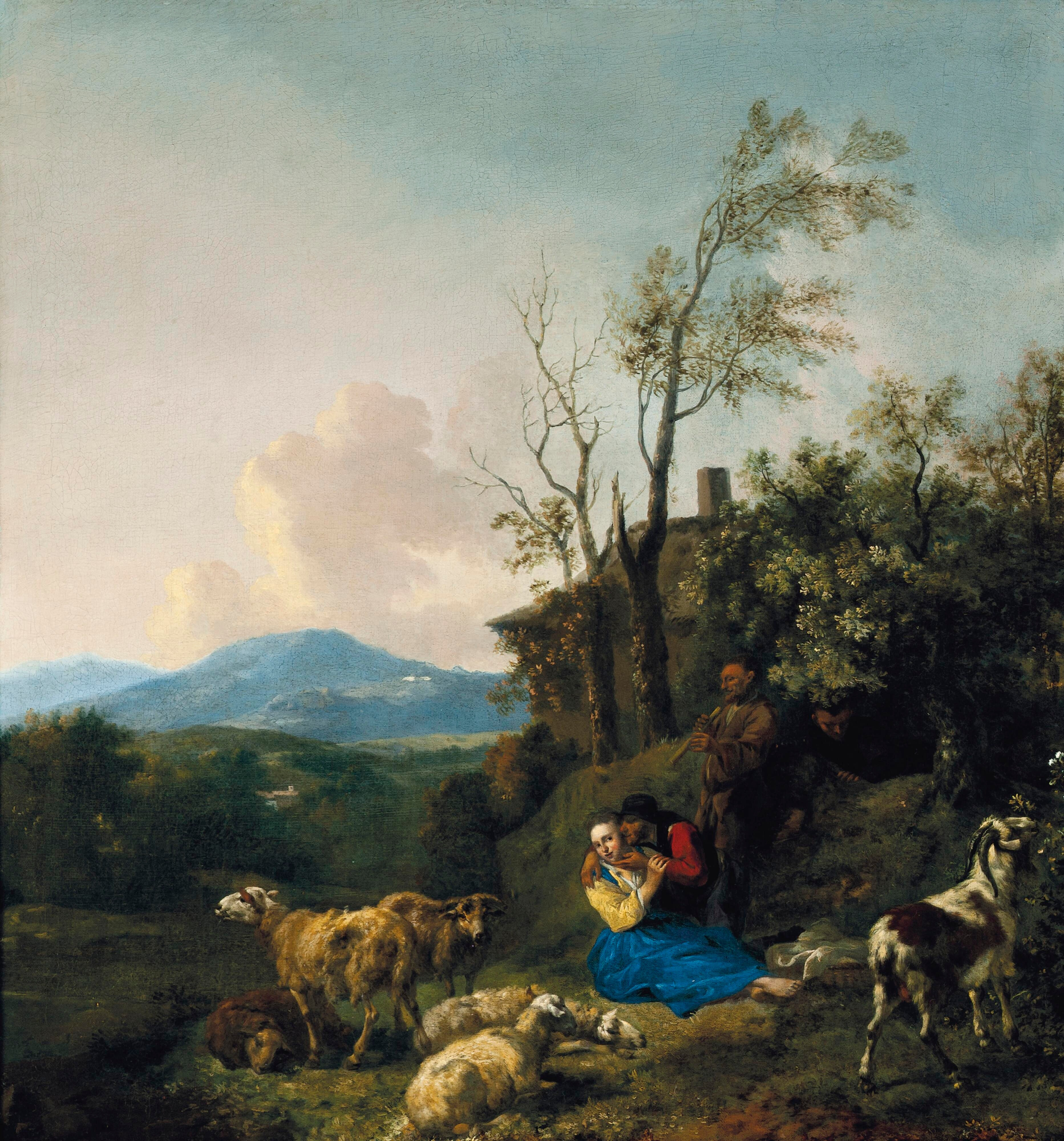
Пастухи и стадо на фоне обширного ландшафта. Между 1644 и 1680. Холст, масло. Частное собрание
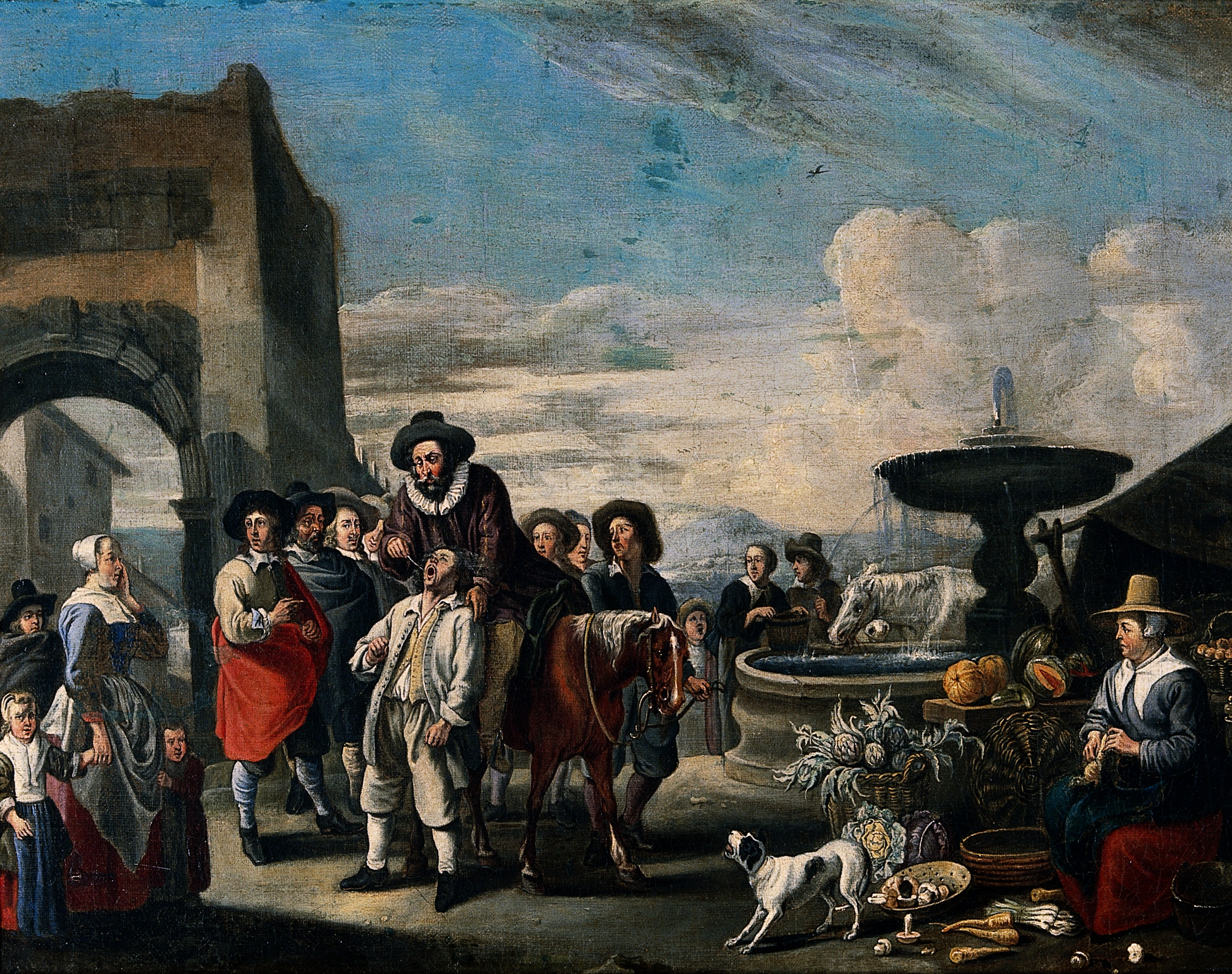
Итальянская рыночная площадь с зубодёром на лошади. Холст, масло. Местонахождение неизвестно
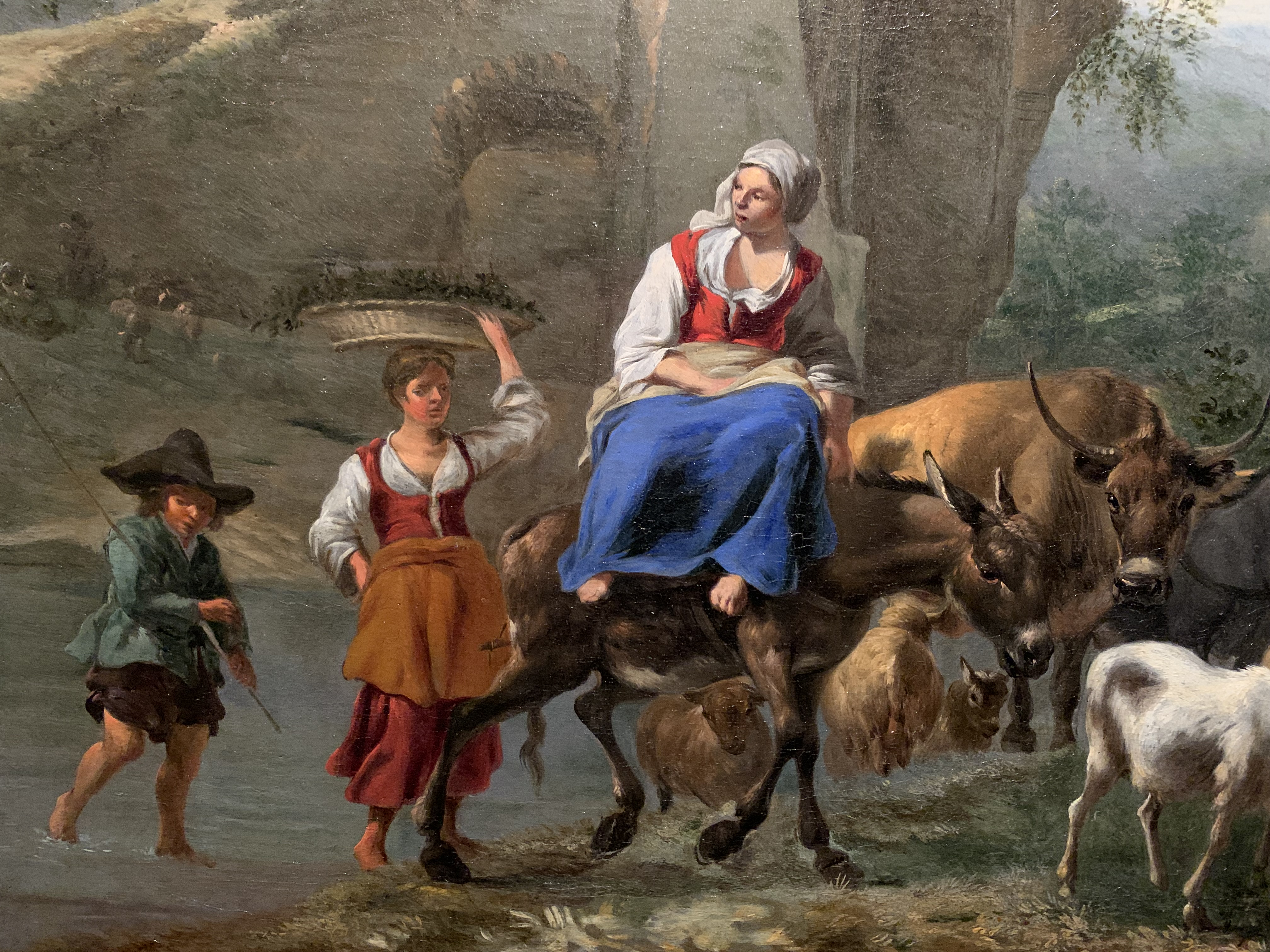
Пастухи у Форда. Около 1645. Холст, масло. Музей изобразительных искусств, Зугло, Венгрия
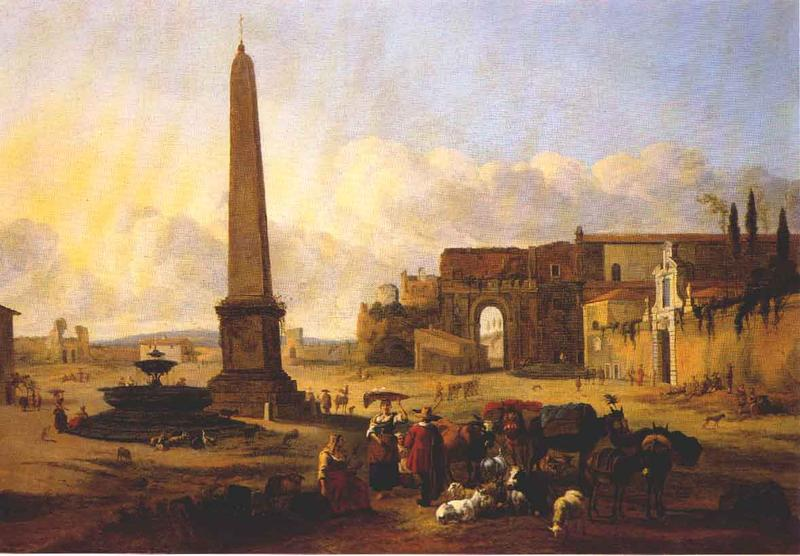
Римляне на Пьяцца дель Пополо. Около 1645. Холст, масло. Музей изобразительных искусств, Зугло, Венгрия
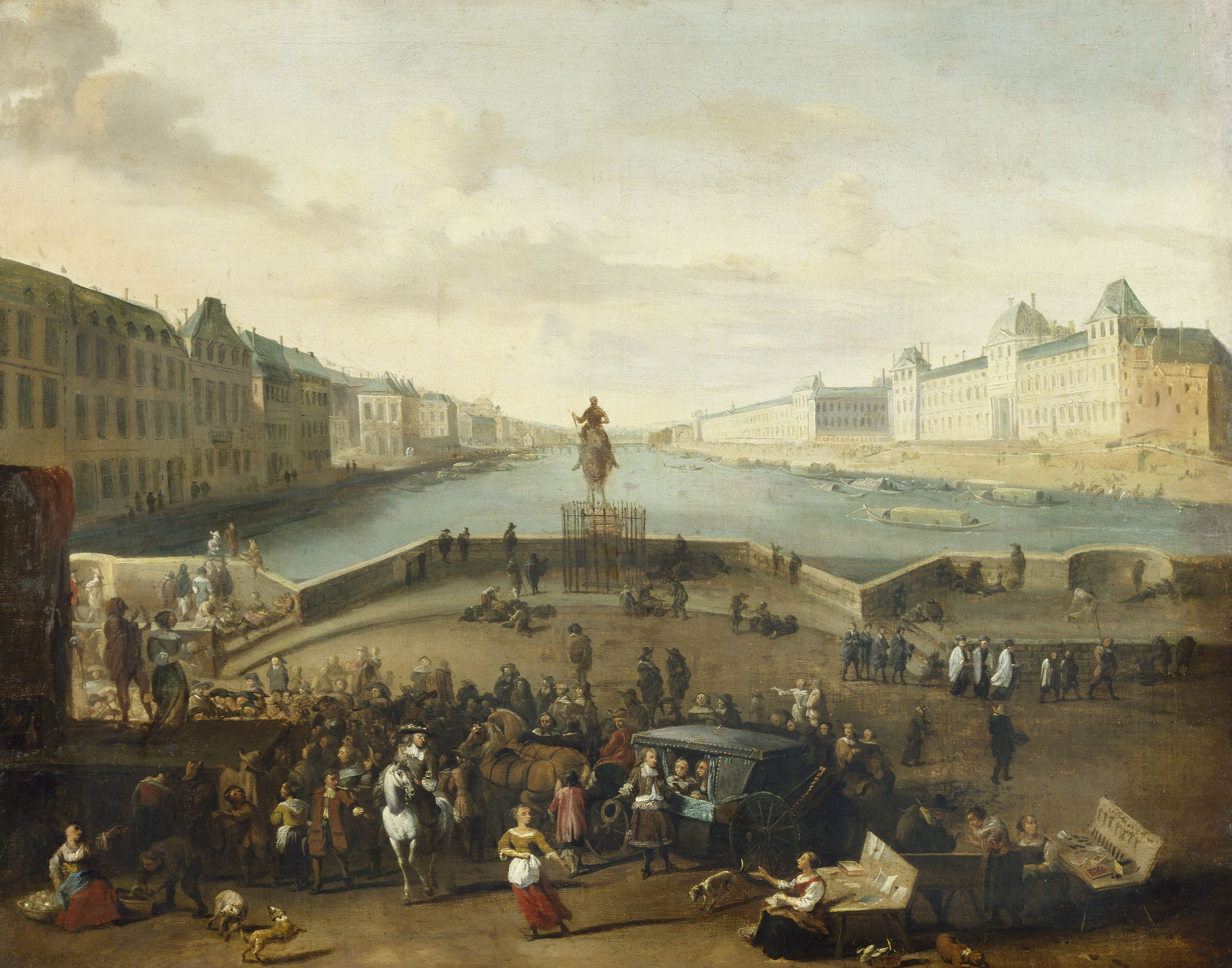
Вид на Сену со стороны Пон-Нёф и статуя Генриха IV. Ок. 1665.  Холст, масло. Музей Карнавале, Париж
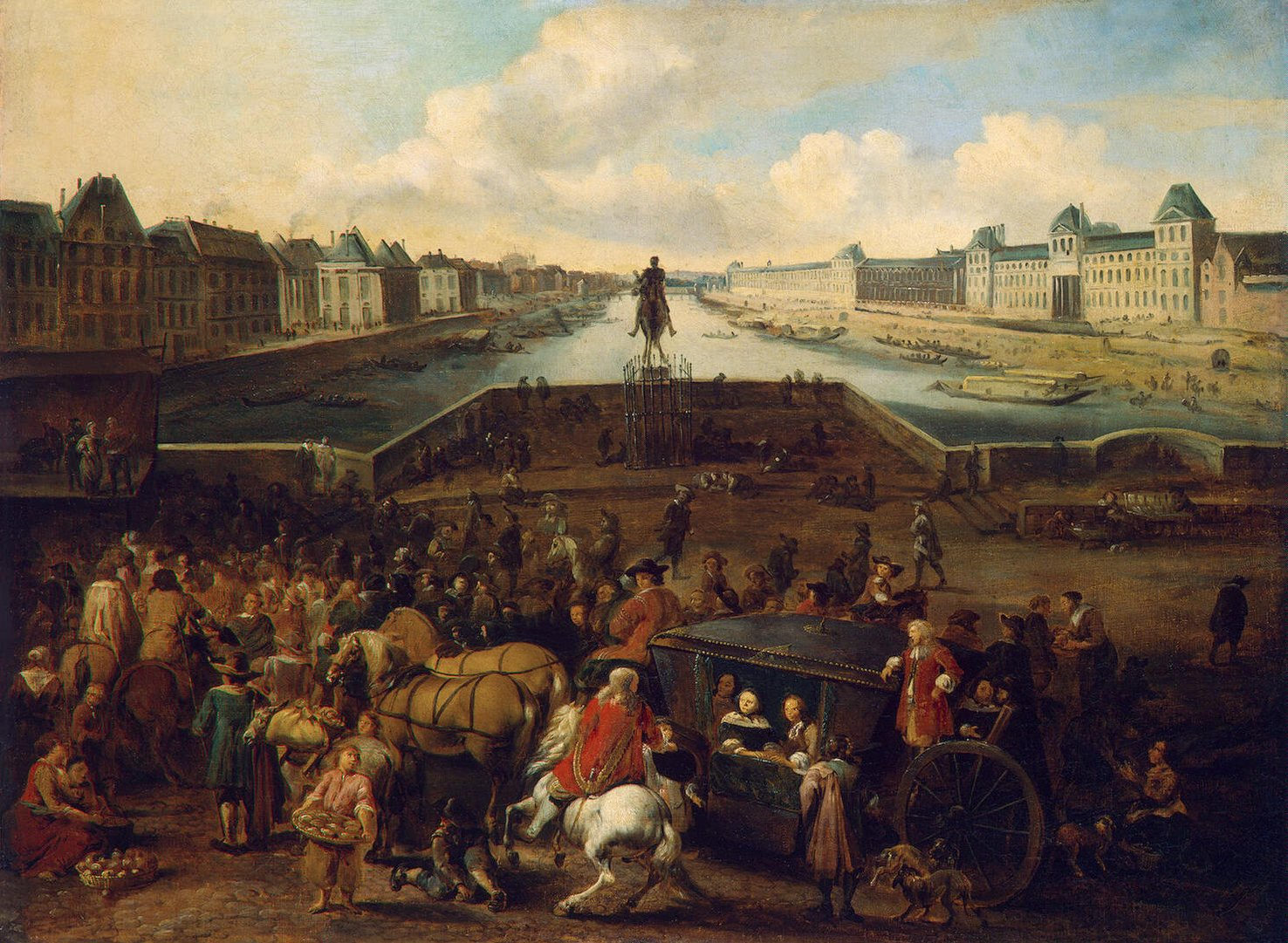
Вид Нового моста в Париже. До 1694. Холст, масло. Лувр, Париж